# Ганс Гец
Ганс Гец (нім. Hans Götz; 2 червня 1919, Штутгарт, Веймарська республіка — 4 серпня 1943, Карачев, РРФСР) — німецький льотчик-ас винищувальної авіації, гауптман люфтваффе. Кавалер Лицарського хреста Залізного хреста.

## Біографія
Після закінчення авіаційного училища в січні 1940 року направлений в 2-у ескадрилью 54-ї винищувальної ескадри. Першу перемогу здобув 15 серпня 1940 року, збивши британський винищувач «Гаррікейн» над Англією. Учасник Німецько-радянської війни. До 22 лютого 1943 року збив 60 літаків. Загинув у бою.
Всього за час бойових дій здійснив 600 бойових вильотів і збив 82 літаки.

## Нагороди
- Нагрудний знак пілота
- Залізний хрест 2-го і 1-го класу
- Почесний Кубок Люфтваффе (10 листопада 1941)
- Німецький хрест в золоті (2 липня 1942) — за 25 перемог.
- Медаль «За зимову кампанію на Сході 1941/42»
- Нагрудний знак «За поранення» в чорному
- Лицарський хрест Залізного хреста (23 грудня 1942) — за 48 перемог.
- Авіаційна планка винищувача в золоті з підвіскою